# Acacia olsenii
Acacia olsenii är en ärtväxtart som beskrevs av Mary Douglas Tindale. Acacia olsenii ingår i släktet akacior, och familjen ärtväxter. Inga underarter finns listade i Catalogue of Life.